# ایزابل رنو
ایزابل رنو (فرانسوی: Isabelle Renauld‎؛ زادهٔ ۲۴ نوامبر ۱۹۶۲ در شهر سن-مالو) هنرپیشه فرانسوی است.

## زندگی‌نامه
ایزابل رنو ۵ ساله بود که پدر و مارش از هم طلاق گرفتند. او در کنار مادر، خواهر و برادر بزرگ شد. خیلی زود به تئاتر علاقه پیدا کرد. در ۱۶ سالگی به پاریس رفت و در کلاس‌های آزاد مدرسهٔ تئاترکور فلوران پذیرفته شد. در ۱۹۹۰، در کنار کریستیان کلاویه و ژان رنو به ایفای نقش پرداخت. در ۱۹۹۶، با بازی در فیلم «عشق کامل» (Parfait Amour) به کارگردانی کاترین بریا بسیار خوش درخشید و در همان سال برندهٔ دو جایزه شد. در ۱۹۹۷، به دعوت تئو آنگلوپولوس در فیلم ابدیت و یک روز (L'Éternité et Un Jour) بازی کرد که در ۱۹۹۸، برندهٔ نخل طلا جشنواره کن شد. از دیگر فیلم‌هایی که در آنها نقش‌آفرینی کرده‌است، می‌توان به «ابراهیم آقا و گل‌های قرآن» (Monsieur Ibrahim et les Fleurs du Coran)که اقتباسی از رمان اریک امانوئل اشمیت با همین نام است، «اتاق افسران» (La Chambre des officiers)، نگران نباش، حال من خوب است، آخرین معشوقه نام برد.
ایزابل رنو از سال ۱۹۸۸ به بعد در ده‌ها سریال تلویزیونی و چند نمایش در تئاتر نیز ایفای نقش کرده‌است.